# 安通溫泉
23°16′53″N 121°20′30″E / 23.2813158153259°N 121.341710262164°E
安通溫泉，是一座位在臺灣花蓮縣玉里鎮及富里鄉的溫泉，位於台30線21K+300處，為玉里鎮的旅遊景點之一。
安通溫泉位於玉里鎮樂合里及富里鄉吳江村境內，緊鄰台30線，其露頭是出露於安通溪，前後綿延分佈約300公尺，是屬弱鹼性氯化物硫酸鹽泉，水溫可達66℃，水質清澈，有著「安通濯暖」之稱，為花蓮八景之一。
安通溫泉的露頭是1904年，日本人上山採集樟腦時，無意間發現安通溪的河床邊自地底冒出溫泉水；直到1930年設置日本警察招待所，日本人才將安通溫泉闢成公共浴場。1974年，民間業者買下經營，並將旅舍改稱「安通溫泉大旅社」。隨著臺灣旅遊風氣逐年興盛，安通溫泉逐漸發展出許多家溫泉旅舍。即便如此，當地仍保留一些日治時期興建的木造房舍，其建築外觀與內裝擺設都維持日本文化，而且也保存了當時留下的「玉里溫泉公共浴場」牌子。

## 周邊景點
自然類
- 花東縱谷
- 安通越山

人文類
- 安通車站（於2007年3月30日裁撤。）
- 玉里自行車道
- 安通越嶺古道

## 資料來源
1. 1 2  . 交通部公路總局第四區養護工程處網站. 交通部公路總局第四區養護工程處.   [2014-01-15]. （原始内容存档于2014-01-15） （中文（臺灣））.
2. 1 2 3 4 5  . 花東縱谷國家風景區. 交通部觀光局花東縱谷國家風景區管理處.   [2014-01-15]. （原始内容存档于2014-01-16） （中文（臺灣））.
3. 1 2 3 4 5  . 花蓮縣觀光資訊網. 花蓮縣政府.   [2014-01-15]. （原始内容存档于2020-07-31） （中文（臺灣））.

## 外部連結
- 安通溫泉飯店 （页面存档备份，存于）
- 文化部文化資產局：安通溫泉旅舍 （页面存档备份，存于）